# Priaires
Priaires est une ancienne commune du centre-ouest de la France située dans le département des Deux-Sèvres en région Nouvelle-Aquitaine.
Actuellement les deux orthographes, avec ou sans 's', se font concurrence et la commune est de plus en plus désignée par 'Priaire'.

## Géographie

### Communes limitrophes
|                                            | Usseau                      |                                         |
| Saint-Saturnin-du-Bois (Charente-Maritime) | Priaires                    | Thorigny-sur-le-Mignon                  |
|                                            | Marsais (Charente-Maritime) | Dœuil-sur-le-Mignon (Charente-Maritime) |

## Histoire
Le 1er janvier 2019, la commune fusionne avec Thorigny-sur-le-Mignon et Usseau pour former la commune nouvelle de Val-du-Mignon, dont la création est actée par un arrêté préfectoral du 19 septembre 2018.

## Politique et administration
| Période   | Période   | Identité                  | Étiquette | Qualité |
| --------- | --------- | ------------------------- | --------- | ------- |
| mars 1989 | juin 1995 | Camille Picaud            |           |         |
| juin 1995 | mars 2008 | Gilbert Bouchery          |           |         |
| mars 2008 | En cours  | Marie-Christelle Bouchery |           |         |

## Démographie
À partir du XXIe siècle, les recensements réels des communes de moins de 10 000 habitants ont lieu tous les cinq ans. Pour Priaires, cela correspond à 2005, 2010, 2015, etc. Les autres dates de « recensements » (2006, 2009, etc.) sont des estimations légales.
| 1793 | 1800 | 1806 | 1821 | 1831 | 1836 | 1841 | 1846 | 1851 |
| ---- | ---- | ---- | ---- | ---- | ---- | ---- | ---- | ---- |
| 209  | 238  | 218  | 238  | 234  | 249  | 248  | 274  | 273  |

| 1856 | 1861 | 1866 | 1872 | 1876 | 1881 | 1886 | 1891 | 1896 |
| ---- | ---- | ---- | ---- | ---- | ---- | ---- | ---- | ---- |
| 300  | 305  | 303  | 270  | 283  | 290  | 224  | 215  | 215  |

| 1901 | 1906 | 1911 | 1921 | 1926 | 1931 | 1936 | 1946 | 1954 |
| ---- | ---- | ---- | ---- | ---- | ---- | ---- | ---- | ---- |
| 218  | 216  | 222  | 182  | 190  | 160  | 144  | 154  | 128  |

| 1962 | 1968 | 1975 | 1982 | 1990 | 1999 | 2005 | 2006 | 2010 |
| ---- | ---- | ---- | ---- | ---- | ---- | ---- | ---- | ---- |
| 126  | 147  | 130  | 129  | 113  | 126  | 120  | 115  | 120  |

| 2015 | 2016 | - | - | - | - | - | - | - |
| ---- | ---- | - | - | - | - | - | - | - |
| 122  | 119  | - | - | - | - | - | - | - |

## Lieux et monuments
Eglise Notre-Dame. Eglise médiévale de plan rectangulaire simple, restaurée à la fin du XIXe siècle et au début du XXIe. Des peintures murales des XIVe et XVe siècles ont été mises à jour dans le chœur. Fonts baptismaux à double cuve de 1629.

## Personnalités liées à la commune
- Georges Guionnet - ancien conseiller municipal - maître artisan - président de l'UPA (Union professionnelle artisanale) Poitou-Charentes.